# درون‌مایه‌های خودزندگی‌نامه‌های مایا انجلو

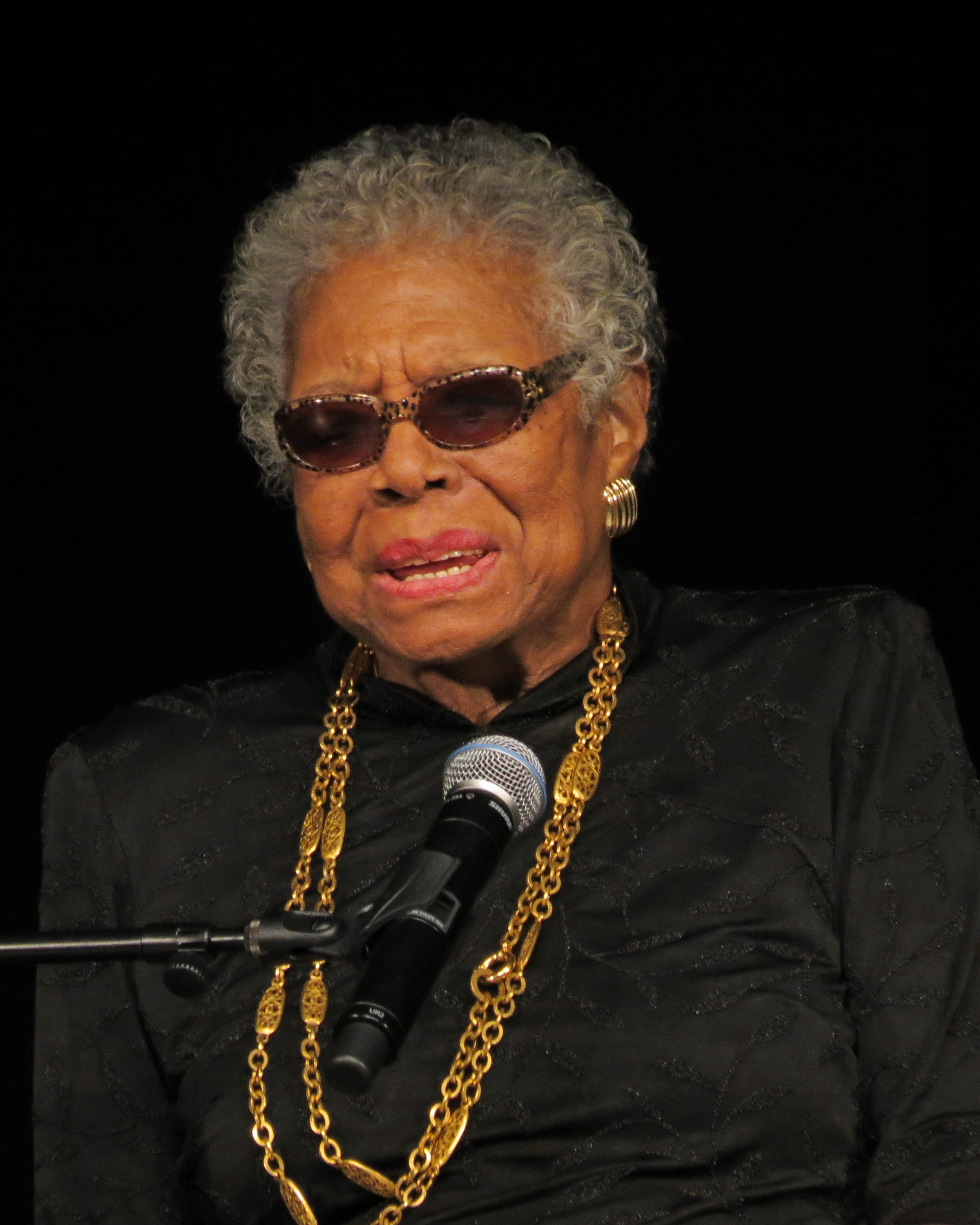
آنجلو در سال ۲۰۱۳

تم‌ها، مضامینی منتسب به نویسنده آفریقایی-آمریکایی مایا آنجلو است که در هفت کتاب خودزندگی‌نامه‌اش شامل نژادپرستی، هویت و مسافرت خلاصه می‌شود. آنجلو، بیشتر با اولین خود زندگینامه اش، شناخته می‌شود و تحسین منتقدان را با می‌دانم چرا پرنده در قفس می‌خواند (۱۹۶۹) برانگیخت. سایر کتابها در این مجموعه شامل؛ با هم بر روی نام من جمع شوید(۱۹۷۴)، آواز می‌خوانیم و مثل کریسمس متبرک می‌شویم (۱۹۷۶)، قلب یک زن (۱۹۸۱)، همه فرزندان خدا نیازمند کفش سفری هستند (۱۹۸۶), یک آهنگ پرت شده به سوی آسمان (۲۰۰۲) و مادر و من و مادر (۲۰۱۳) می‌باشد.
آغاز شده با پرندهٔ در قفس و خاتمه یافته با آخرین خود زندگینامه اش، آنجلو از استعاره پرنده‌ای استفاده می‌کند که محدودیت آنجلو ناشی از نژادپرستی و افسردگی و تقلا برای رهایی از قفسش را نشان می‌دهد و همان گونه که در شعر «همدردی» پل لورنس دانبر توصیف شده‌است. خود زندگینامه‌های آنجلو می‌تواند در ادبیات افریقایی-امریکایی در سنت اعتراض سیاسی قرار بگیرد. اتحاد آنها بر روی یکی از درون مایه‌های مرکزی آنجلو تأکید می‌کند: ستم نژادپرستی و مقابله با آن. طبق نظر دانشمند پیر ای واکر، همهٔ کتابهای آنجلو «سلسهٔ درسهایی در باب مقاومت در برابر سرکوب نژادی» را توصیف می‌کند. در طول خود زندگینامه‌هایش، نظراتش پیرامون رابطهٔ سیاه-سفید تغییر می‌کند و او می‌آموزد که دیدگاه‌های متفاوت را بپذیرد. درون مایه هویت آنجلو از ابتدای خود زندگینامه‌هایش استوار شده‌است و با خطهای آغازین پرندهٔ در قفس و به مانند دیگر نویسنده‌های زن در پایان دهه ۱۹۶۰ و آغاز دهه ۱۹۷۰، او تلاش داشته که تا خودزندگینامه شیوه‌های نوشتار درباب زندگانی زنان و هویت آنها در جامعه مردسالار را دوباره تصور کند. هدف اصلی او این بود که درباب زندگی زنان سیاه‌پوست در آمریکا بنویسد، اما هدفش در مجموعه‌های بعدیش متحول شد تا فراز و نشیب زندگی خود را مستند کند.
درون مایه خانواده و روابط خانواده-از تجربه تعریف شخصیت‌ها در ترک والدین آنجلو در شعر پرندهٔ در قفس تا رابطه‌هایش با پسرش، شوهرها، دوستان و معشوقه‌ها خود -در همه کتابهایش مهم است. مسافرت درون مایه دیگر و مهم در خودزندگینامه آنجلو است و چنان‌که در خودزندگینامه آمریکایی به صورت کلی و خودزندگینامه افریقایی-امریکایی به شکل اخص بیان شده‌است ریشه‌های ان در روایت بردگان است. دانشمند یولندا ام مانورا مسافرت در خودزندگینامه‌های آنجلو را زیرمایه (motif) می‌خواند که با پرندهٔ در قفس آغاز می‌شود که «یک استعاره مرکزی برای پویایی روح» است. خودزندگینامه‌های آنجلو در سراسر دنیا از آرکانزاس تا آفریقا و دوباره به آمریکا اتفاق می‌افتد و دوره زمانی چهل سال از شروع جنگ جهانی دوم تا ترورمارتین لوتر کینگ جونیور را طی می‌کند.